# ベティー・ジェームソン
エリザベス・メイ・ジェームソン（Elizabeth May Jameson、1919年5月9日 - 2009年2月7日）は米国人プロゴルファー。1950年に LPGA が創設された際の13人の発起人の一人。生涯でメジャー大会3勝を含めて13勝した。世界ゴルフ殿堂のメンバーでもある。

## アマチュア時代の成績
オクラホマ州ノーマンで出生。1939年にダラスサンセット高校を卒業した。ゴルフを始めたのは11歳だった。ニューヨークタイムズの死亡記事によれば、11歳の時に母親からダラスの公営ゴルフ場のグリーンフィーとして50セント、貸クラブ料50セントをもらったのがきっかけだったとされる。1932年のテキサスパブリンクス (Texas Publinx) に13歳で優勝、15歳で南部選手権 (Southern Championship) に優勝した。さらに1939年と翌1940年の全米女子アマチュア選手権に連続優勝した。1940年と1942年の女子ウェスタンアマチュアにも優勝した。1942年、当時メジャー大会とされていた女子ウェスタンオープンにアマチュアのままで優勝した。

## プロでの成績
1945年にプロ転向。1950年の LPGA 立上げに貢献した13名の一人に数えられている。生涯でメジャー大会3勝を含むトータル13勝をあげた。1947年にノースカロライナ州グリーンズボロのスターモントフォレストカントリークラブで行われた全米女子オープンでは、72ホールの大会で女子として初めて300打を下回るスコアを記録した。1954年には女子ウェスタンオープンに再勝利した。1967年にLPGAツアー殿堂が創設されたとき、最初の6人の殿堂入りメンバーの一人となった。ジェームソンは1951年に女子ゴルフ殿堂 (Hall of Fame of Women's Golf) 入りしたが、この女子ゴルフ殿堂はその後LPGAツアー殿堂 (LPGA Tour Hall of Fame) に併合され、さらに世界ゴルフ殿堂 (World Golf Hall of Fame) に吸収されたため、LPGAではジェームソンの世界ゴルフ殿堂 入りの公式な時期を1951年と認定している。最後に出場した LPGA 大会はバーダインズインビテーショナル (Burdine's Invitational) で、1970年のことだった。
ジェームソンは LPGAツアー大会で年間の平均打数が一番少ない選手を表彰するというアイデアを発案し、1952年に自身が尊敬してやまなかったアマチュアの大スター選手 グレナ・コレット＝ベアの名を冠したトロフィー（ベアトロフィー）を寄付した。1999年には女子スポーツ財団 (Women's Sports Foundation) 殿堂入りし、LPGAのティーチングプロトップ50のリストにも入った。2004年にフロリダ州デルレイビーチは8月14日を彼女の業績を記念して「ベティージェームソンデー」と名付けることを宣言した。
ジェームソンは後年、手根管症候群により手首の傷みがひどくなり、時折チップショットやパッティングをする以外にはゴルフをやめなくてはならなかった。自分の楽しみのために絵を描き始め、そのうちのいくつかを友人に売ったりもした。しかし、ニューヨークタイムズの死亡記事によれば、フロリダ州ボイントンビーチの自宅で死亡したときには貧困状態にあったという。

## プロでの勝利

### LPGAツアー優勝（13勝）
- 1942（1）女子ウェスタンオープン（アマチュアとして）
- 1947（2）全米女子オープン、テキサス女子オープン
- 1948（1）タンパオープン
- 1952 （3）コーパスクリスティトーナメント、ベーカーズフィールドオープン（とのタイマレーネ・ハゲ、ベッツィー・ロールズ、そしてベーブ・ザハリアス ）、世界選手権
- 1953 （1）セルビンマイアミビーチオープン
- 1954 （1）女子ウエスタンオープン
- 1955 （4）サラソタ・オープン、ベーブ・ザハリアス・オープン、ホワイト・マウンテン・オープン、リッチモンド・オープン

### その他の勝利（5勝）
- 1938 女子テキサスオープン（アマチュアとして）
- 1946 ハードスクラブルオープン
- 1952 ハードスクラブルオープン
- 1955 バージニアホットスプリングス4ボール（メアリー・レナ・フォークと）
- 1958 ホームステッド4ボール（メアリー・レナ・フォークと）

## メジャー大会

### 勝利（3勝）
| 年     | 大会名                 | 優勝スコア              | 2位との差   | 準優勝                                       |
| ------ | ---------------------- | ----------------------- | ----------- | -------------------------------------------- |
| 1942年 | 女子ウエスタンオープン | 9＆7                    | 9＆7        | フィリス・オットー                           |
| 1947年 | 全米女子オープン       | −9（76-75-74-70 = 295） | 6ストローク | ポリー・ライリー(a)、サリー・セッションズ(a) |
| 1954年 | 女子ウエスタンオープン | 6＆5                    | 6＆5        | ルイーズ・サグス                             |